# Elton, Cheshire East
Elton var en civil parish från 1866 till 1970 då den blev en del av Moston, i grevskapet Cheshire, i England. Civil parish var belägen 4 km från Crewe och hade 174 invånare år 1961.